# Шарми, Ролан (писатель)
Ролан Шарми (фр. Roland Charmy, настоящее имя Шарль Жозеф Луи Туше, фр. Charles Joseph Louis Touchet; 28 февраля 1885, Шевире-ле-Руж, департамент Мен и Луара — 14 марта 1959, Париж) — французский писатель и драматург. Отец скрипача Ролана Шарми.
Сын директора школы. Окончил Сорбонну. Работал журналистом в газете «Юманите» под руководством Жана Жореса, затем в газете La Lanterne.
Дебютировал в литературе в 1913 году, опубликовав роман «На холме» (фр. Sur la butte) — панораму повседневной жизни Монмартра. Участник Первой мировой войны, вскоре был ранен и демобилизован; в госпитале начал работу над литературным осмыслением военного опыта — романом «Жан, оставайся в предместье!» (фр. Jean, reste au faubourg!; 1919). Пьеса «Снова жить» (фр. Revivre; 1919) посвящена возвращению вчерашних солдат в мирную жизнь. Пьеса «Соперники» (фр. Les Rivaux; 1920) также написана на автобиографическом материале и рассказывает о писателе, который многим жертвует ради сына-музыканта; роман «Мужики» (фр. Les Culs-terreux; 1920) повествует о жизни предвоенной французской деревни. Позднее отдал также дань исторической прозе, опубликовав, в частности, книги «Героическая жизнь Аристида дю Пети-Туара» (фр. La Vie héroïque d'Aristide du Petit-Thouars; 1931) и «Чистая любовь Наполеона: Дезире-Эжени Клари» (фр. Le pur amour de Napoléon: Désirée-Eugénie Clary; 1942).